# Amtsgericht Michelstadt

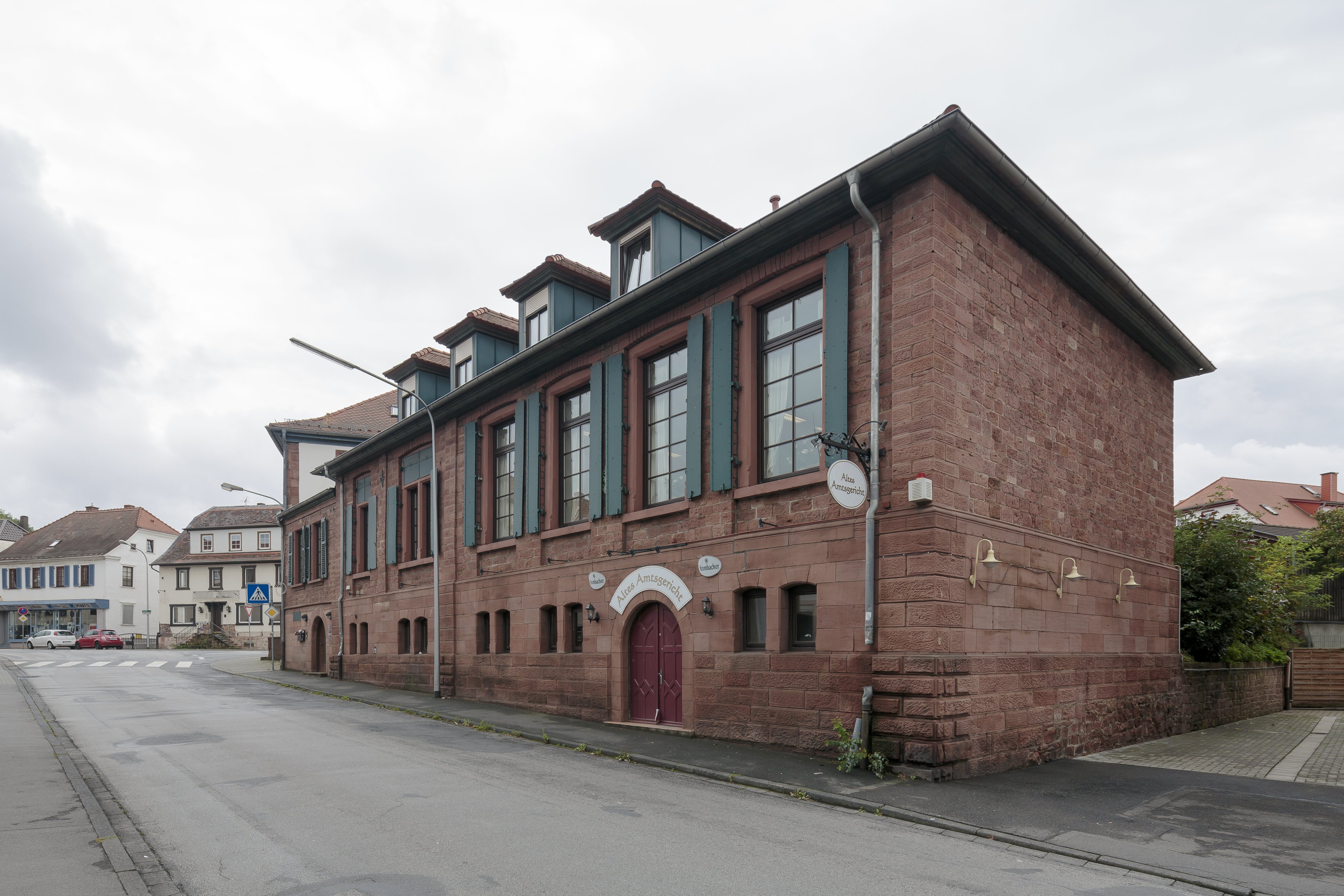
Altes Amtsgerichtsgebäude in Kellereibergstrasse 2, Michelstadt: Anbau von 1879 für das Schöffengericht

Das Amtsgericht Michelstadt (AG Michelstadt) ist ein hessisches Amtsgericht mit Sitz in Michelstadt im Odenwaldkreis.

## Gerichtssitz und -bezirk

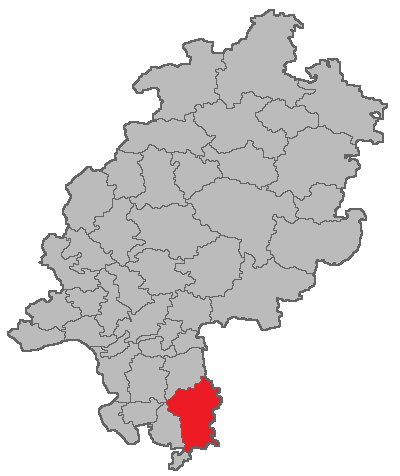
Lage des Amtsgerichtsbezirks Michelstadt in Hessen

Der Sitz des Gerichtes befindet sich in der Erbacher Straße 47 in Michelstadt. Der Gerichtsbezirk des Amtsgerichts Michelstadt umfasst die Städte und Gemeinden Bad König, Brensbach, Breuberg, Brombachtal, Erbach, Fränkisch-Crumbach, Höchst, Lützelbach, Michelstadt, Mossautal, Oberzent und Reichelsheim (jeweils inklusive aller Stadt- und Ortsteile). Damit ist das AG Michelstadt für den kompletten Odenwaldkreis zuständig.

## Geschichte

### Gründung
Mit dem Gerichtsverfassungsgesetz von 1877 wurden Organisation und Bezeichnungen der Gerichte reichsweit vereinheitlicht. Zum 1. Oktober 1879 hob das Großherzogtum Hessen deshalb die Landgerichte auf, die bis dahin in den rechtsrheinischen Provinzen des Großherzogtums die Gerichte erster Instanz gewesen waren. Funktional ersetzt wurden sie durch Amtsgerichte. So ersetzte das Amtsgericht Michelstadt das Landgericht Michelstadt. „Landgerichte“ nannten sich nun die den Amtsgerichten direkt übergeordneten Obergerichte. Das Amtsgericht Michelstadt wurde dem Bezirk des Landgerichts Darmstadt zugeordnet.

### Entwicklung des Gerichtsbezirks
| Gemeinde              | Herkunft                                         | Zugang    | Abgang | Nach                     |
| --------------------- | ------------------------------------------------ | --------- | ------ | ------------------------ |
| Affhöllerbach         | Amtsgericht Reichelsheim im Odenwald             | 1968      |        |                          |
| Airlenbach            | Amtsgericht Beerfelden                           | 1968      |        |                          |
| Annelsbach            | Amtsgericht Höchst im Odenwald                   | 1968      |        |                          |
| Asselbrunn            | Landgericht Michelstadt                          | 1879      |        |                          |
| Bad König             | Amtsgericht Höchst im Odenwald                   | 1968      |        |                          |
| Beerfelden            | Amtsgericht Beerfelden                           | 1968      |        |                          |
| Birkert               | Amtsgericht Höchst im Odenwald                   | 1968      |        |                          |
| Bockenrod             | Amtsgericht Reichelsheim im Odenwald             | 1968      |        |                          |
| Böllstein             | Amtsgericht Höchst im Odenwald                   | 1968      |        |                          |
| Breitenbrunn          | Amtsgericht Höchst im Odenwald                   | 1968      |        |                          |
| Bullau                | Landgericht Michelstadt                          | 1879      |        |                          |
| Dorf-Erbach           | Landgericht Michelstadt                          | 1879      |        |                          |
| Dusenbach             | Amtsgericht Höchst im Odenwald                   | 1968      |        |                          |
| Eberbach              | Amtsgericht Reichelsheim im Odenwald             | 1968      |        |                          |
| Ebersberg             | Landgericht Michelstadt                          | 1879      |        |                          |
| Elsbach               | Landgericht Michelstadt                          | 1879      |        |                          |
| Erbach                | Landgericht Michelstadt                          | 1879      |        |                          |
| Erbuch                | Landgericht Michelstadt                          | 1879      |        |                          |
| Erlenbach             | Landgericht Michelstadt                          | 1879      |        |                          |
| Ernsbach              | Landgericht Michelstadt                          | 1879      |        |                          |
| Erzbach               | Amtsgericht Reichelsheim im Odenwald             | 1968      |        |                          |
| Etzean                | Amtsgericht Beerfelden                           | 1968      |        |                          |
| Etzen-Gesäß           | Amtsgericht Höchst im Odenwald                   | 1968      |        |                          |
| Eulbach               | Landgericht Michelstadt                          | 1879      |        |                          |
| Falken-Gesäß          | Amtsgericht Beerfelden                           | 1968      |        |                          |
| Finkenbach            | Amtsgericht Beerfelden                           | 1968      |        |                          |
| Forstel               | Amtsgericht Höchst im Odenwald                   | 1968      |        |                          |
| Fränkisch-Crumbach    | Amtsgericht Dieburg                              | 1973      |        |                          |
| Frohnhofen            | Amtsgericht Reichelsheim im Odenwald             | 1968      |        |                          |
| Fürstengrund          | Amtsgericht Höchst im Odenwald                   | 1968      |        |                          |
| Gammelsbach           | Amtsgericht Beerfelden                           | 1968      |        |                          |
| Gersprenz             | Amtsgericht Reichelsheim im Odenwald             | 1968      |        |                          |
| Günterfürst           | Landgericht Michelstadt                          | 1879      |        |                          |
| Güttersbach           | Amtsgericht Beerfelden                           | 1968      |        |                          |
| Gumpen                | Amtsgericht Reichelsheim im Odenwald             | 1968      |        |                          |
| Haingrund             | Amtsgericht Höchst im Odenwald                   | 1968      |        |                          |
| Hainhaus              | ?                                                | 1879      |        |                          |
| Hainstadt             | Amtsgericht Höchst im Odenwald                   | 1968      |        |                          |
| Haisterbach           | Landgericht Michelstadt                          | 1879      |        |                          |
| Hassenroth            | Amtsgericht Höchst im Odenwald                   | 1968      |        |                          |
| Hebstahl              | Amtsgericht Beerfelden                           | 1968      |        |                          |
| Hembach               | Amtsgericht Höchst im Odenwald                   | 1968      |        |                          |
| Hesselbach            | Amtsgericht Beerfelden                           | 1968      |        |                          |
| Hetschbach            | Amtsgericht Höchst im Odenwald                   | 1968      |        |                          |
| Hetzbach              | Amtsgericht Beerfelden                           | 1968      |        |                          |
| Höchst im Odenwald    | Amtsgericht Höchst im Odenwald                   | 1968      |        |                          |
| Höllerbach            | Amtsgericht Reichelsheim im Odenwald             | 1968      |        |                          |
| Hüttenthal            | Amtsgericht Beerfelden                           | 1968      |        |                          |
| Hummetroth            | Amtsgericht Höchst im Odenwald                   | 1968      |        |                          |
| Kailbach              | Amtsgericht Beerfelden                           | 1968      |        |                          |
| Kimbach               | Landgericht Michelstadt                          | 1879      |        |                          |
| Kirch-Beerfurth       | Landgericht Michelstadt Amtsgericht Reichelsheim | 1879 1968 | 1904   | Amtsgericht Reichelsheim |
| Kirchbrombach         | Amtsgericht Höchst im Odenwald                   | 1968      |        |                          |
| Klein-Gumpen          | Amtsgericht Reichelsheim im Odenwald             | 1968      |        |                          |
| Langenbrombach        | Landgericht Michelstadt                          | 1879      |        |                          |
| Laudenau              | Amtsgericht Fürth                                | 1971      |        |                          |
| Lauerbach             | Landgericht Michelstadt                          | 1879      |        |                          |
| Lützel-Wiebelsbach    | Amtsgericht Höchst im Odenwald                   | 1968      |        |                          |
| Michelstadt           | Landgericht Michelstadt                          | 1879      |        |                          |
| Momart                | Landgericht Michelstadt                          | 1879      |        |                          |
| Mümling-Grumbach      | Amtsgericht Höchst im Odenwald                   | 1968      |        |                          |
| Neustadt              | Amtsgericht Höchst im Odenwald                   | 1968      |        |                          |
| Nieder-Kainsbach      | Amtsgericht Reichelsheim im Odenwald             | 1968      |        |                          |
| Nieder-Kinzig         | Amtsgericht Höchst im Odenwald                   | 1968      |        |                          |
| Ober-Gersprenz        | Landgericht Michelstadt Amtsgericht Reichelsheim | 1879 1968 | 1904   | Amtsgericht Reichelsheim |
| Ober-Hiltersklingen   | Amtsgerichtsbezirk Fürth                         | 1968      |        |                          |
| Ober-Kainsbach        | Landgericht Michelstadt Amtsgericht Reichelsheim | 1879 1968 | 1904   | Amtsgericht Reichelsheim |
| Ober-Kinzig           | Amtsgericht Höchst im Odenwald                   | 1968      |        |                          |
| Ober-Mossau           | Landgericht Michelstadt                          | 1879      |        |                          |
| Ober-Ostern           | Amtsgericht Reichelsheim im Odenwald             | 1968      |        |                          |
| Ober-Sensbach         | Amtsgericht Beerfelden                           | 1968      |        |                          |
| Olfen                 | Amtsgericht Beerfelden                           | 1968      |        |                          |
| Pfaffen-Beerfurth     | Amtsgericht Reichelsheim im Odenwald             | 1968      |        |                          |
| Pfirschbach           | Amtsgericht Höchst im Odenwald                   | 1968      |        |                          |
| Rai-Breitenbach       | Amtsgericht Höchst im Odenwald                   | 1968      |        |                          |
| Raubach               | Amtsgericht Beerfelden                           | 1968      |        |                          |
| Rehbach               | Landgericht Michelstadt                          | 1879      |        |                          |
| Reichelsheim          | Amtsgericht Reichelsheim im Odenwald             | 1968      |        |                          |
| Rimhorn               | Amtsgericht Höchst im Odenwald                   | 1968      |        |                          |
| Rohrbach              | Amtsgericht Reichelsheim im Odenwald             | 1968      |        |                          |
| Roßbach               | Landgericht Michelstadt                          | 1879      |        |                          |
| Rothenberg            | Amtsgericht Hirschhorn                           | 1968      |        |                          |
| Sandbach              | Amtsgericht Höchst im Odenwald                   | 1968      |        |                          |
| Schöllenbach          | Amtsgericht Beerfelden                           | 1968      |        |                          |
| Schönnen              | Landgericht Michelstadt                          | 1879      |        |                          |
| Seckmauern            | Amtsgericht Höchst im Odenwald                   | 1968      |        |                          |
| Steinbach mit Neudorf | Landgericht Michelstadt                          | 1879      |        |                          |
| Steinbuch             | Landgericht Michelstadt                          | 1879      |        |                          |
| Stockheim             | Landgericht Michelstadt                          | 1879      |        |                          |
| Unter-Gersprenz       | Landgericht Michelstadt Amtsgericht Reichelsheim | 1879 1968 | 1904   | Amtsgericht Reichelsheim |
| Unter-Hiltersklingen  | Amtsgericht Fürth                                | 1968      |        |                          |
| Unter-Mossau          | Landgericht Michelstadt                          | 1879      |        |                          |
| Unter-Ostern          | Amtsgericht Reichelsheim im Odenwald             | 1968      |        |                          |
| Unter-Sensbach;       | Amtsgericht Beerfelden                           | 1968      |        |                          |
| Vielbrunn             | Landgericht Michelstadt                          | 1879      |        |                          |
| Wald-Amorbach         | Amtsgericht Höchst im Odenwald                   | 1968      |        |                          |
| Wallbach              | Amtsgericht Reichelsheim im Odenwald             | 1968      |        |                          |
| Weiten-Gesäß          | Landgericht Michelstadt                          | 1879      |        |                          |
| Wersau                | Amtsgericht Dieburg                              | 1973      |        |                          |
| Würzberg              | Landgericht Michelstadt                          | 1879      |        |                          |
| Zell                  | Landgericht Michelstadt                          | 1879      |        |                          |

Mit Wirkung vom 1. April 1904 wurden eine Reihe von Gemeinden dem neu errichteten Amtsgericht Reichelsheim zugeteilt (siehe Übersicht).
Zum 1. Juli 1968 wurden das Amtsgericht Beerfelden, das Amtsgericht Höchst im Odenwald, das Amtsgericht Reichelsheim im Odenwald und das Amtsgericht Hirschhorn aufgelöst. Die entsprechenden Gerichtsbezirke wurden ganz oder teilweise dem Amtsgericht Michelstadt zugeordnet. Darüber hinaus kam noch eine Gemeinde aus dem Bezirk des Amtsgerichts Fürth hinzu. (siehe Übersicht).
Zu den letzten größeren Änderungen des Amtsgerichtsbezirks Michelstadt kam es infolge der Gebietsreform in Hessen. Am 25. September 1971 wurde der nach Reichelsheim eingemeindete Ortsteil Laudenau vom Amtsgericht Fürth und mit Wirkung zum 1. Juli 1973 einige nach Brensbach eingemeindete Orte vom Amtsgericht Dieburg übernommen (siehe Übersicht).

## Übergeordnete Gerichte
Dem Amtsgericht Michelstadt übergeordnet ist das Landgericht Darmstadt und im weiteren Instanzenzug das Oberlandesgericht Frankfurt am Main sowie der Bundesgerichtshof.

## Gerichtsgebäude
Das Gericht nutzt seit 1976 ein modernes Gebäude.
Das historische Gerichtsgebäude in der Erbacher Straße 9 / Kellereibergstraße 2 ist ein klassizistisches Haus in Massivbauweise aus grob behauenen Sandsteinquadern mit geglätteten Ecklisenen und umlaufendem Gesimsband. Der gräfliche Forstmeister Klump ließ es 1820 als Wohnhaus errichten. Nach seinem Tod 1837 erwarb es die Stadt. Bis 1976 diente es als Wohn- und Amtsgebäude und wurde dann durch den heute genutzten Neubau an anderer Stelle ersetzt. Das Eckhaus ist mit einem Walmdach gedeckt. Es wurde 1900 um eine Achse verlängert. Als Anbau entstand 1879 das Gebäude des Schöffengerichts (Kellereibergstraße 2) in spätklassizistischem Stil. Das Gebäude ist heute ein Kulturdenkmal aufgrund des Hessischen Denkmalschutzgesetzes wegen seiner geschichtlichen, künstlerischen und städtebaulichen Bedeutung und steht unter Denkmalschutz.